# Ours de Toulouse 2023
Questa voce raccoglie le informazioni riguardanti gli Ours de Toulouse nelle competizioni ufficiali della stagione 2023.

## Division Élite 2023

### Stagione regolare
| 5 febbraio 2023, ore 14:00 1ª giornata | Argonautes d'Aix-en-Provence | 7 – 17 referto | Ours de Toulouse | \| Arbitro: \| Vigne \| |
| Arbitro:                               | Vigne                        |                |                  |                         |

| 18 febbraio 2023, ore 19:00 2ª giornata | Ours de Toulouse | 40 – 2 referto | Centaures de Grenoble | \| Arbitro: \| Prud'Homme \| |
| Arbitro:                                | Prud'Homme       |                |                       |                              |

| 26 febbraio 2023, ore 13:00 3ª giornata | Grizzlys Catalans | 21 – 21 referto | Ours de Toulouse | \| Arbitro: \| Latger \| |
| Arbitro:                                | Latger            |                 |                  |                          |

| 11 marzo 2023, ore 19:00 4ª giornata | Ours de Toulouse | 6 – 13 referto | Dauphins de Nice | \| Arbitro: \| Silverio \| |
| Arbitro:                             | Silverio         |                |                  |                            |

| 19 marzo 2023, ore 14:00 5ª giornata | Blue Stars de Marseille | 27 – 0 referto | Ours de Toulouse | \| Arbitro: \| Vigne \| |
| Arbitro:                             | Vigne                   |                |                  |                         |

| 1º aprile 2023, ore 19:00 6ª giornata | Centaures de Grenoble | 14 – 16 | Ours de Toulouse |  |

| 8 aprile 2023, ore 19:00 7ª giornata | Ours de Toulouse | 35 – 34 referto | Grizzlys Catalans | \| Arbitro: \| Castaing \| |
| Arbitro:                             | Castaing         |                 |                   |                            |

| 22 aprile 2023, ore 19:00 8ª giornata | Ours de Toulouse | 7 – 0 referto | Argonautes d'Aix-en-Provence | \| Arbitro: \| Prud'Homme \| |
| Arbitro:                              | Prud'Homme       |               |                              |                              |

| 6 maggio 2023, ore 19:00 9ª giornata | Dauphins de Nice | 10 – 21 referto | Ours de Toulouse | \| Arbitro: \| Vigne \| |
| Arbitro:                             | Vigne            |                 |                  |                         |

| 20 maggio 2023, ore 19:00 10ª giornata | Ours de Toulouse | 21 – 14 referto | Blue Stars de Marseille | \| Arbitro: \| Prud'Homme \| |
| Arbitro:                               | Prud'Homme       |                 |                         |                              |

### Playoff
| 3 giugno 2023, ore 19:00 Wild Card | Ours de Toulouse | 26 – 35 referto | Pionniers de Touraine | \| Arbitro: \| Vigne \| |
| Arbitro:                           | Vigne            |                 |                       |                         |

## Statistiche di squadra
| Competizione      | %Vittorie | In casa | In casa | In casa | In casa | In casa | In casa | In trasferta | In trasferta | In trasferta | In trasferta | In trasferta | In trasferta | Totale | Totale | Totale | Totale | Totale | Totale |
| Competizione      | %Vittorie | G       | V       | N       | P       | Pf      | Ps      | G            | V            | N            | P            | Pf           | Ps           | G      | V      | N      | P      | Pf     | Ps     |
| ----------------- | --------- | ------- | ------- | ------- | ------- | ------- | ------- | ------------ | ------------ | ------------ | ------------ | ------------ | ------------ | ------ | ------ | ------ | ------ | ------ | ------ |
| Stagione regolare | .750      | 5       | 4       | 0       | 1       | 109     | 63      | 5            | 3            | 1            | 1            | 75           | 79           | 10     | 7      | 1      | 2      | 184    | 142    |
| Playoff           | .000      | 1       | 0       | 0       | 1       | 26      | 35      | 0            | 0            | 0            | 0            | 0            | 0            | 1      | 0      | 0      | 1      | 26     | 35     |
| Totale            | .682      | 6       | 4       | 0       | 2       | 135     | 98      | 5            | 3            | 1            | 1            | 75           | 79           | 11     | 7      | 1      | 3      | 210    | 177    |